# Estación Acatita
Estación Acatita är en ort i Mexiko.   Den ligger i kommunen Angostura och delstaten Sinaloa, i den västra delen av landet, 1 100 km nordväst om huvudstaden Mexico City. Estación Acatita ligger 54 meter över havet och antalet invånare är 641.
Terrängen runt Estación Acatita är platt åt sydväst, men åt nordost är den kuperad. Runt Estación Acatita är det ganska glesbefolkat, med 26 invånare per kvadratkilometer. Närmaste större samhälle är Guamúchil, 17,4 km norr om Estación Acatita. Trakten runt Estación Acatita består till största delen av jordbruksmark.